# 普斯陶扎莫尔
普斯陶扎莫尔，是匈牙利佩斯州所辖的一个村。总面积9.27平方公里，总人口1174，人口密度126.6人/平方公里（2011年1月1日）。